# Belmonte de San José
Belmonte de San José is een gemeente in de Spaanse provincie Teruel in de regio Aragón met een oppervlakte van 33,96 km². Belmonte de San José telt 119 inwoners (1 januari 2016).

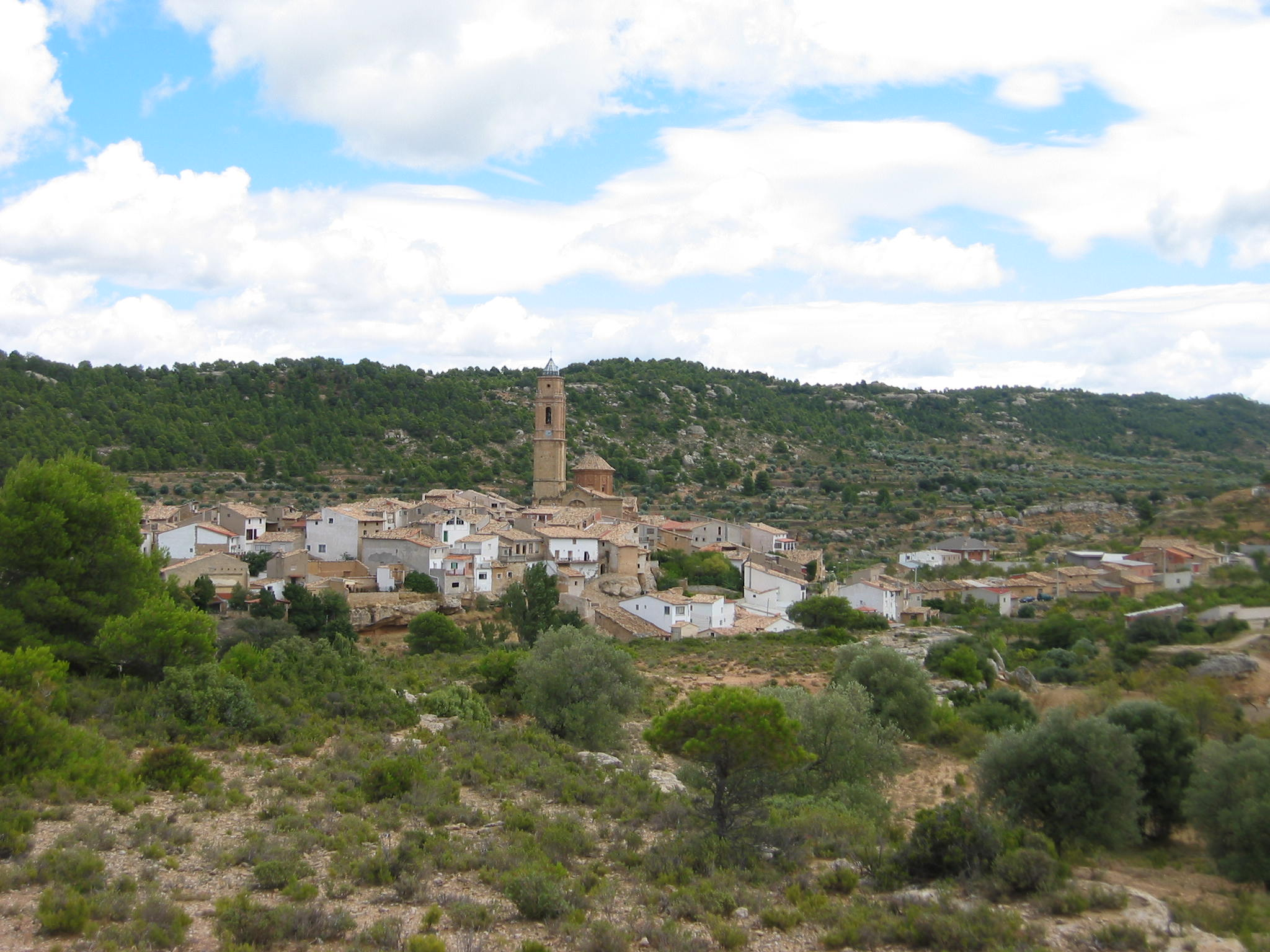
Belmonte de San José
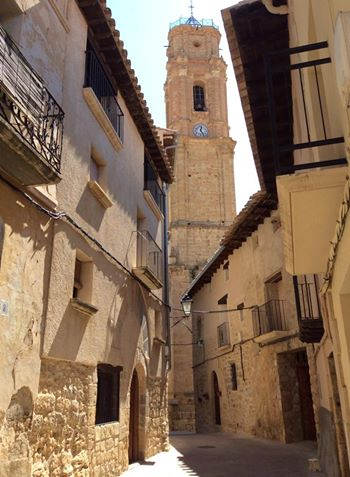
Parochiekerk van de Verlosser

## Demografische ontwikkeling
Bron: INE, 1857-2011: volkstellingen